# Boset-Bericha
Der Boset, auch Gudda genannt und der Bericha, sind zwei Stratovulkane in Äthiopien, die aufgrund ihrer geografischen Nähe unter dem gemeinsamen Namen Boset-Bericha bekannt sind. Sie erheben sich aus dem äthiopischen Teil des ostafrikanischen Grabens. Sie sind aus Rhyolith und Trachyt zusammengesetzt. Am Bericha lassen sich auch Obsidian- und Bimssteinflüsse finden. Überreste einer früheren Caldera lassen sich an der nordwestlichen Flanke des Boset finden. Die Begrenzungen der Caldera wurden durch spätere Lavaflüsse zerstört. Es gibt Vermutungen, dass der Vulkan, obwohl die letzten Ausbrüche mutmaßlich im Pleistozän und Holozän, noch heute aktiv ist. In einem Umkreis von 100 km leben etwa 4 Millionen Menschen.